# Grand Est

Bản đồ vùng mới gồm mười tỉnh, được tô màu theo các tỉnh lịch sử tồn tại trước năm 1790.
Champagne
Lorraine
Alsace
Barrois
Trois-Évêchés
Sarrewerden
Salm-Salm
Bourgogne
Liège
Luxembourg
các thân vương quốc nhỏ

{{Infobox settlement

| official_name           = Đại Đông 
| native_name             = Grand Est 
| native_name_lang        = fr
| settlement_type         = Vùng của Pháp
| image_skyline           = 
| image_caption           = 
| image_flag              =  
| flag_size               = 120px
| image_shield            =  
| shield_size             =
| image_blank_emblem      =  
| blank_emblem_size       = 300px
| image_map               =  Grand Est in France 2016.svg
| map_caption             = 
| motto                   = 
| coordinates = 
| subdivision_type        = Quốc gia
| subdivision_name        =  Pháp
| seat_type               = Thủ phủ
| seat                    = {{#ifexist: Strasbourg|[[ Strasbourg]]| Strasbourg }}
| parts_type              = Tỉnh
| parts_style             = list
| parts                   = 10
| p1                      = Ardennes
| p2                      = Aube
| p3                      = Bas-Rhin
| p4                      = Marne
| p5                      = Haute-Marne
| p6                      = Haut-Rhin
| p7                      = Meurthe-et-Moselle
| p8                      = Meuse
| p9                      = Moselle
| p10                     = Vosges
| p11                     = 
| p12                     = 
| p13                     = 
| p14                     = 
| leader_party            = Đảng Cộng hòa
| leader_title            = Chủ tịch
| leader_name             = Jean Rottner
| area_footnotes          = 
| area_total_km2          = 57433
| area_land_km2           = 
| area_water_km2          = 
| population_footnotes    = 
| population_total        = 5554645
| population_as_of        = 2014
| population_density_km2  = auto
| population_demonym      =  
| timezone1               = CET
| utc_offset1             = +1
| timezone1_DST           = CEST
| utc_offset1_DST         = +2
| blank_name_sec1         = GDP (2013)
| blank_info_sec1         = Hạng
| blank1_name_sec1        = Tổng
| blank1_info_sec1        = 150,3 tỉ euro (207,0 tỉ đô la)
| blank2_name_sec1        = Bình quân đầu người
| blank2_info_sec1        = 27.085 euro (37.312 đô la)
| blank_name_sec2         = Vùng NUTS
| blank_info_sec2         = 
| website                 = http://www.grandest.fr
| iso_code                = 
| footnotes               = 
}}
Grand Est (phát âm tiếng Pháp: [ɡʁɑ̃t‿ɛst] ⓘ; tiếng Đức: Großer Osten, tạm dịch là Đại Đông), là một vùng hành chính tại miền đông bắc của Pháp. Vùng được hình thành bằng việc hợp nhất ba vùng cũ—Alsace, Champagne-Ardenne và Lorraine—vào ngày 1 tháng 1 năm 2016, là kết quả từ cải cách lãnh thổ được thông qua vào năm 2014. Alsace-Champagne-Ardenne-Lorraine là tên gọi tạm thời, và hội đồng vùng phê chuẩn tên mới vào ngày 1 tháng 7 năm 2016. Hội đồng Nhà nước phê chuẩn Grand Est (Đại Đông) làm tên của vùng vào ngày 28 tháng 9 năm 2016, có hiệu lực từ ngày 30 tháng 9 năm 2016. Thủ phủ và thành phố lớn nhất vùng là Strasbourg. Vùng có dân số là 5.554.645 vào tháng 1 năm 2014.
Grand Est có diện tích 57.433 km², và là vùng lớn thứ sáu tại Pháp. Grand Est giáp với bốn quốc gia khác—Bỉ (Luxembourg, Namur, Hainaut), Luxembourg (Grevenmacher, Luxembourg), Đức (Baden-Württemberg, Rheinland-Pfalz và Saarland) và Thuỵ Sĩ (Basel-Landschaft, Basel-Stadt, Jura và Solothurn)—về phía bắc và đông. Về phía tây và nam, Grand Est giáp với các vùng Hauts-de-France, Île-de-France và Bourgogne-Franche-Comté. Các dãy núi chính trong vùng là Vosges về phía đông và Ardenne về phía bắc. Sông Rhin tạo thành biên giới tự nhiên với Đức. Các sông lớn khác chảy qua vùng là Meuse, Moselle, Marne và Saône.
| Thành thị trên 20.000 dân | Vùng              | 2014    |
| ------------------------- | ----------------- | ------- |
| Strasbourg                | Alsace            | 276.170 |
| Reims                     | Champagne-Ardenne | 183.042 |
| Metz                      | Lorraine          | 117.619 |
| Mulhouse                  | Alsace            | 111.167 |
| Nancy                     | Lorraine          | 104.321 |
| Colmar                    | Alsace            | 68.784  |
| Troyes                    | Champagne-Ardenne | 60.750  |
| Charleville-Mézières      | Champagne-Ardenne | 48.615  |
| Châlons-en-Champagne      | Champagne-Ardenne | 45.002  |
| Thionville                | Lorraine          | 41.083  |
| Haguenau                  | Alsace            | 34.761  |
| Épinal                    | Lorraine          | 32.006  |
| Schiltigheim              | Alsace            | 31.610  |
| Vandœuvre-lès-Nancy       | Lorraine          | 29.721  |
| Illkirch-Graffenstaden    | Alsace            | 26.949  |
| Saint-Dizier              | Champagne-Ardenne | 25.505  |
| Épernay                   | Champagne-Ardenne | 23.176  |
| Chaumont                  | Champagne-Ardenne | 22.674  |
| Forbach                   | Lorraine          | 21.740  |
| Montigny-lès-Metz         | Lorraine          | 21.551  |
| Sarreguemines             | Lorraine          | 21.457  |
| Saint-Dié-des-Vosges      | Lorraine          | 20.315  |
| Saint-Louis               | Alsace            | 20.228  |

| Hạng năm 2014 | Tỉnh               | Dân số hợp pháp 2014 | Diện tích(km²) | Mật độ | Mã tỉnh INSEE |
| ------------- | ------------------ | -------------------- | -------------- | ------ | ------------- |
| 1             | Bas-Rhin           | 1.112.815            | 4.755          | 234    | 67            |
| 2             | Moselle            | 1.045.154            | 6.216          | 168    | 57            |
| 3             | Haut-Rhin          | 760.134              | 3.525          | 215    | 68            |
| 4             | Meurthe-et-Moselle | 732.153              | 5.246          | 139    | 54            |
| 5             | Marne              | 570.817              | 8.162          | 70     | 51            |
| 6             | Vosges             | 373.560              | 5.874          | 64     | 88            |
| 7             | Aube               | 308.094              | 6.004          | 51     | 10            |
| 8             | Ardennes           | 279.715              | 5.229          | 54     | 08            |
| 9             | Meuse              | 191.530              | 6.211          | 31     | 55            |
| 10            | Haute-Marne        | 180.673              | 6.211          | 29     | 52            |